# Centrobunus braueri
Centrobunus braueri (лат.) — исчезнувший вид паукообразных из семейства Podoctidae отряда сенокосцев, единственный в роде Centrobunus. 
Был эндемиком Сейшельских Островов. Обитал в лесах Маэ, крупнейшего острова архипелага. Последний раз этих сенокосцев наблюдали в 1894 году, при том что вид описан в 1902. Вымер из-за исчезновения мест обитания, вызванного культивированием корицы (Cinnamomum verum) на острове.